# Vũ Văn Huyện
Vũ Văn Huyện (né le 8 août 1983) est un athlète vietnamien, spécialiste des épreuves combinées.

## Biographie
En 2010, il remporte la médaille de bronze des Jeux asiatiques à Canton (Chine) en battant son record en 7 755 points, son meilleur résultat à ce jour.
Il a été champion national dès 2004, à la fois à la longueur et au décathlon. Il a participé aux 16es Championnats d'Asie à Incheon sans toutefois terminer le décathlon.
Il détient également le record vietnamien du saut à la perche, en 4,70 m.

### Palmarès
| Date | Compétition              | Lieu   | Résultat | Épreuve    | Performance |
| ---- | ------------------------ | ------ | -------- | ---------- | ----------- |
| 2009 | Jeux asiatiques en salle | Hanoï  | 3e       | Heptathlon | 5 622 pts   |
| 2010 | Jeux asiatiques          | Canton | 3e       | Décathlon  | 7 755 pts   |

### Records
| Épreuve               | Performance | Lieu   | Date             |
| --------------------- | ----------- | ------ | ---------------- |
| Décathlon             | 7 755 pts   | Canton | 25 novembre 2010 |
| Heptathlon (en salle) | 5 622 pts   | Hanoï  | 2 novembre 2009  |